# Brandon Dorlus
Brandon Dorlus (Fort Lauderdale, 22 marzo 2001) è un giocatore di football americano statunitense che milita nel ruolo di defensive end per gli Atlanta Falcons della National Football League (NFL).

## Carriera universitaria
Dorlus disputò nove partite nella sua prima stagione a Oregon nel 2019, facendo registrare 5 tackle e un sack. Nel 2020 disputò tutte le sette partite, di cui una come titolare, con 14 placcaggi e un sack. Divenne stabilmente titolare nel 2021, iniziando come partente 13 gare su 14, mettendo a segno 25 tackle e 2,5 sack. Nel 2022 fece ritorno come titolare, venendo inserito nella seconda formazione ideale della Pac-12 Conference. Nel 2023 fu inserito nella prima formazione ideale della Pac-12.

## Carriera professionistica

### Atlanta Falcons
Dorlus fu scelto nel corso del quarto giro (109º assoluto) del Draft NFL 2024 dagli Atlanta Falcons. Nella sua prima stagione mise a segno 3 placcaggi in 2 presenze, nessuna delle quali come titolare.